# (I Wish You Were) Open
(I Wish You Were) Open è un album del cantante e chitarrista Casey McPherson, pubblicato nel 2020.

## Tracce
Testi e musiche di Casey McPherson.
1. Born of the Stars – 5:50
2. Autopilot – 7:09
3. Enjoy Benches – 7:40
4. Connect to Me – 7:10
5. Keep reaching – 10:31
6. My Chance – 5:19
7. Pulling the Line – 6:21
8. People to Peaches – 5:09
9. Paper Dress – 5:14